# Tenryū Hamanako Railroad
La Tenryū Hamanako Railroad Co., Ltd. (天竜浜名湖鉄道株式会社, Tenryū Hamanako Tetsudō Kabushiki-gaisha), également appelée Tenhama (天浜), est une compagnie de transport de passagers qui exploite une ligne de chemin de fer dans la préfecture de Shizuoka, au Japon.

## Histoire
La compagnie a été fondée le 18 août 1986. Le 15 mars 1987, elle commence l'exploitation de la ligne Futamata (renommée ligne Tenryū Hamanako), cédée à la suite de la privatisation de la Japanese National Railways.

## Ligne
Le réseau de la compagnie de compose d'une seule ligne :
| Ligne                 | Nom japonais | Terminus              | Longueur (km) | Gares |
| --------------------- | ------------ | --------------------- | ------------- | ----- |
| Ligne Tenryū Hamanako | 天竜浜名湖線 | Kakegawa - Shinjohara | 67,7          | 39    |